# Väinämöinen
«Вайнемейнен» (фін. Väinämöinen) був фінським  броненосцем берегової оборони, однотипним флагману флоту «Ільмарінен»,  а також першим кораблем однойменного типу. Вона була побудована на верфі Крічтон-Вулкан у Турку і був спущений на воду в 1932 році. Після закінчення  Війни-продовження «Вайнемейнен» був переданий Радянському Союзу в рахунок військових репарацій та перейменований у "Виборг". 1949 року перекласифікований на "морський монітор".   
Корабель відправлено на утилізацію 1966 році. 

## Конструкція корабля
Цей оригінальний корабель - один з останніх представників класу броненосців берегової оборони. Проект був підготовлений на замовлення ВМС Фінляндії  німецько-голландською фірмою "М.В. Інжинерсконтор Вор Схепсбаув". 
Оскільки кораблі проектувалися для Фінської і Ботнічної заток, які взимку укриваються льодом, корпус корабля отримав обводи, схожі на криголам. 
В якості артилерії головного калібру обрали 254-мм гармати шведської фірми "Бофорс". Розміщені у двох спарених установках на носі та кормі, вони мали кут підняття до 50° та велику дальність стрільби — 162 кабельтових. Для своїх невеликих розмірів корабель мав потужне зенітне озброєння: чотири спарених 105-мм установки також шведського виробництва, а також чотири 40-мм автомата британської фірми "Віккерс" и два 20-мм автомата "Мадсен".
В липні 1941 г. не надто надійні (які до того ж були випущені союзником СРСР Великою Британією)) 40-мм "пом-поми" замінили такою ж кількістю 40-мм "бофорсів". Восени 1944 г. кількість 20-мм автоматів збільшилась до  восьми.

## Історія служби

### Зимова війна
Під час Зимової війни два броненосці берегової оборони були переведені до Аландських островів для захисту від вторгнення. Коли крижаний покрив у грудні став занадто густим, кораблі були перевезені до Турку, де їх зенітна артилерія допомагала в обороні міста. 

### Друга світова війни
Єдиний раз, коли «Вайнемейнен» і Ільмарінен» застосували артилерію головного калібру проти ворога, був початок війни з СРСР, під час евакуації радянською Червоною Армією їх бази на півострові Ханко.  

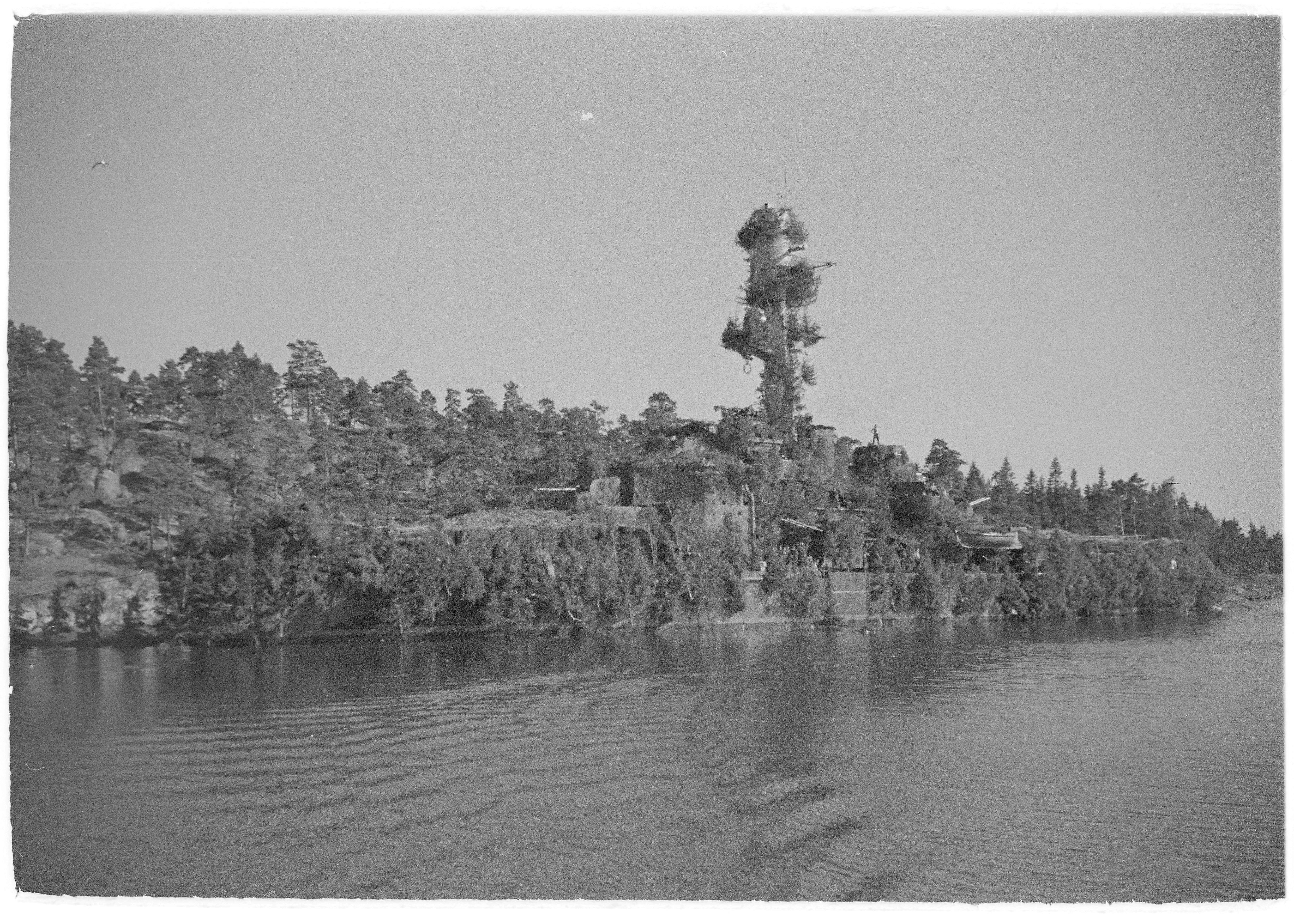
Замаскований "Väinämöinen", 1944 рік

Під час Виборзько-Петрозаводської операції влітку 1944 р. радянські авіатори доклали багато зусиль, щоб спробувати знайти та потопити «Вайнемейнен». Розвідники виявили великий військовий корабель, який був на якорі в гавані Котка, і радянські війська здійснили авіаційну атаку 132 бомбардувальників і винищувачів. Однак потоплена ціль не була «Вайнемейнен» - натомість це була німецька зенітна плавуча батарея "Niobe", перероблена зі старого нідерландського крейсера 1898 року побудови. 